# Калинов (Словакия)
Калинов (словац. Kalinov, русин. Калинів) — село и одноимённая община в районе Медзилаборце Прешовского края Словакии. В письменных источниках начинает упоминаться с 1600 года.

## География
Село расположено в восточной части края, вблизи государственной границы с Польшей, при автодороге 3868. Абсолютная высота — 439 метров над уровнем моря. Площадь муниципалитета составляет 13,78 км².

## Население
По данным последней официальной переписи 2021 года, численность населения Калинова составляла 261 человека.
Динамика численности населения общины по годам:
| Год:                | 1994 | 2004     | 2014     | 2024     |
| ------------------- | ---- | -------- | -------- | -------- |
| Количество человек: | 367  | 304      | 273      | 243      |
| Разница:            |      | −17,16 % | −10,19 % | −10,98 % |

Национальный состав населения (по данным переписи населения 2011 года):
| Национальность | Численность, человек |
| -------------- | -------------------- |
| русины         | 188                  |
| словаки        | 97                   |
| украинцы       | 4                    |
| венгры         | 1                    |
| не указана     | 2                    |
| всего          | 292                  |

По данным переписи 2021 года, в конфессиональном составе населения преобладали греко-католики (87 %), православные христиане (5 %) и католики (3,1 %).